# Pesquisa aplicada
Pesquisa aplicada (português brasileiro) ou investigação aplicada (português europeu) método científico que envolve a aplicação prática da ciência. Ela usa alguma parte das teorias, conhecimentos, métodos e técnicas acumuladas das comunidades de pesquisa (da Academia) para um propósito específico,Esse tipo de pesquisa é útil para encontrar soluções para problemas cotidianos, geralmente direcionado para a um Problema . A pesquisa aplicada contrasta-se com a pesquisa básica/pura ao discutirem-se ideais, metodologias, programas e projetos de pesquisa.
Devido a seu foco prático, a pesquisa aplicada é encontrada na literatura associada com disciplinas individuais.
Na Maioria dos casos a pesquisa aplicada é usada na solução de problemas do quotidiano, explorando-se problemas do mundo real, distinguindo-se da pesquisa básica, concentrada em questões teóricas. Exemplos:
– Investigar qual abordagem de tratamento é mais eficaz para redução da ansiedade;
– Estudar diferentes modelos de teclados para determinar qual é mais eficiente e ergonômico;
As forças armadas são organizações que realizam bastantes pesquisas aplicadas. Dentre os usos da pesquisa aplicada nas forças armadas, pode-se citar estudos sobre a eficácia do treinamento dos soldados, quão bem as práticas de recrutamento funcionam, como melhor lidar com os cidadãos nacionais em tempos de guerra, como usar a internet para reduzir grupos terroristas no próprio território, e a efetividade de estilos operacionais.
(Em livre tradução: “Porque a pesquisa aplicada investiga problemas reais, seus pesquisadores estão frequentemente preocupados com a validade externa de seus estudos. Isto significa que tentam observar os comportamentos que podem ser aplicadas a situações reais. Isto é importante porque esses pesquisadores tem o intuito de aplicar seus resultados em problemas que envolvem indivíduos que não são participantes de seu estudo (bem como para aqueles indivíduos que foram observados no estudo). A validade externa é também considerada na pesquisa básica, mas em alguns casos pode ser menos importante do que é na investigação aplicada”.)